# Mario Haunhorst
Mario Haunhorst (* 17. Juni 1967 in Georgsmarienhütte) ist ein deutscher Glas- und Lichtkünstler, der mit seinen Medien durchdachte Verschmelzungen von Architektur und Licht entwickelt. Sein Arbeitsfeld reicht von der Konzeption und Umgestaltung von Sakralräumen bis hin zur Projektentwicklung im öffentlichen Raum.
Sitz des Ateliers ist Osnabrück.

## Leben
Er studierte Kunstpädagogik, Kunstgeschichte und Germanistik an der Universität Osnabrück und begann, die Phänomene und Wirkungen von Licht im Medium von Zeichnung, Malerei und Fotografie zu untersuchen. Nach der Ausbildung zum Gymnasiallehrer folgten Glasarbeiten und Lichtinstallationen (z. B. 2006 während der Kreuz- und Quergänge im Osnabrücker Dom). Heute kooperiert er mit Glasmanufakturen und Leuchtenentwicklern und arbeitet im Rahmen umfangreicher Projektentwicklungen mit Fachplanern und Architekten zusammen. Seine Arbeiten im liturgischen Bereich sind gekennzeichnet durch intensive Auseinandersetzung mit den Themen Liturgie, Glaube, Tradition. Sie spiegelt sich in einer durch technische Innovationen bedingten Formensprache, die auf eine Verbindung von Motiv, Werkzeug und Technik zielt.
Zur Wissensvermittlung aus der künstlerischen Praxis heraus unterrichtete er seit 2013 an der Fakultät für Ingenieurwissenschaft und Informatik der Hochschule Osnabrück und seit 2015 im Fach Kunst an der Universität Osnabrück.

## Projekte
- Frankfurt, Airport Club, architekturintegrierte Glasschmelzkunst
- Bad Iburg, Medieninstallation „responding web“ (Osnabrücker Künstlerfrühstück)
- Trier, Liebfrauenbasilika, Lichtplanung (Silberstreif-Planungsgruppe)
- Glandorf, Theresienhaus, künstlerische Gestaltung der Kapelle
- Engden, St. Antonius, Lichtkonzept
- Schwagstorf, St. Bartholomäus, Innenarchitektonisches Raumkonzept / künstlerische Ausgestaltung der Turmkapelle
- Sögel, Raum der Stille
- Osnabrück, Marienhospital, künstlerische Ausgestaltung der Krankenhauskapelle
- Grafeld, Herz-Jesu-Kirche, künstlerisches Gesamtkonzept
- Baltrum, St. Nikolaus, Marienandachtsraum
- Saerbeck, Friedhofskapelle, künstlerische Gestaltung
- Frankfurt, Luminale, Medienkunst‚ Café Metropolitan’
- Wiesbaden, Unterführung am Hauptbahnhof, Glas- und Lichtkunst
- Ostbevern, Wasserwerk, Lichtinstallation
- Kloster Schloss Bentlage, Skulpturenprojekt „Abgegessen? - Verhandlungen am runden Tisch“
- Dortmund, Gestaltung der Jordankapelle im Franziskanerkloster
- Köln, Gestaltung eines Raums der Stille im St.-Vinzenz-Hospital
- Lichtchoreografien in Verbindung mit Klang und Bewegung in
  - Münster, Dom St. Paulus
  - Osnabrück, Dom St. Petrus
  - Köln, St. Aposteln
  - Rheine, St. Elisabeth
  - Lingen, Maria-Königin

## Publikationen
- Mario Haunhorst: Practical issues: Three Churches, three concepts. In: Professional Lighting Design, Magazine für professional lighting design. No. 73, August/September 2010
- Mario Haunhorst: Die Lichtarchitektur der Liebfrauenkirche – ein Beitrag zur Erforschung des durch Architektur und Plastik gestalteten Tageslichts als Voraussetzung für ein neues Beleuchtungskonzept. In: Hans-Wilhelm Ehlen (Hrsg.), Die Rose neu erblühen lassen..., Festschrift zur Wiedereröffnung der Liebfrauen-Basilika zu Trier. Paulinus, Trier 2011